# RFC Tournai
Der Royal Football Club Tournai ist ein belgischer Fußballverein aus der Stadt Tournai in der Provinz Hennegau. Die Heimspiele trägt der Verein im Stade Luc Varenne aus. Die Vereinsfarben sind Rot und Gelb.

## Geschichte
Seit der Fusion von Royal Union Sportive Tournaisienne mit dem Royal Racing Club Tournaisien im Jahre 2002 trägt der Verein seinen jetzigen Namen.

### Royal Union Sportive
Der Klub wurde 1903 als Union Sportive Tournaisienne, einem Zusammenschluss der Vereine Student Club und Athletic Club gegründet. 1928 erfolgte die Umbenennung in Royal Union Sportive Tournaisienne.
Im Jahr 1997 schloss sich der Sporting Club de Pecq dem Verein an.
In der Saison 1951/52 gehörte RUS das einzige Mal in der Vereinsgeschichte der höchsten belgischen Spielklasse an, stieg jedoch  nach nur einer Spielzeit als Tabellenletzter ab.

### Royal Racing Club
Der Royal Racing Club Tournai wurde 1909 als Racing Club Tournaisien gegründet. 1934 wurde dem Vereinsnamen der Zusatz Royal vorangestellt.
Der Royal Racing Club war 1956 belgischer Pokalsieger und spielte in der Saison 1958/59 ein Jahr in der höchsten belgischen Liga, die er als Tabellenvorletzter nach nur einem Jahr verlassen musste.

## Trainer
- Alexandre Czerniatynski (2010)